# Java Virtual Machine
Java Virtual Machine (или JVM) е абстрактна изчислителна машина, която позволява на компютър да изпълнява програма на езика Java независимо от неговия хардуер и операционна система. По аналогия на реалните електронноизчислителни машини има набор от инструкции и манипулира области от паметта по време на изпълнение на програмите.
JVM се базира на три основни компонента: спецификация, имплементация и инстанция. Спецификацията е документ, който формално описва това, което е необходимо за имплентацията на JVM. Наличието на единствена спецификация осигурява оперативната съвместимост на всички имплементации. Имплементация на JVM е компютърна програма, която отговаря на изискванията на JVM спецификацията. Инстанция на JVM е имплементация, работеща в даден процес.

## Описание
Среда за изпълнение на java (Java Runtime Environment) – това е софтуерен пакет, който съдържа това, което се изисква за стартиране на Java програми. Тя включва в себе си имплементация Java виртуална машина(JVM) заедно с имплементация на библиотеките от класове на java(Java Class Library). Корпорацията Oracle, която е собственик на търговска марка на Java, разпространява средата за изпълнение на Java(JRE) с тяхната java виртуална машина(JVM) наречена HotSpot(Java HotSpot Performance Engine).
Java Development Kit (JDK) е надграждане на JRE и съдържа инструменти за разработката на Java приложения, като например компилатора на java код – javac. JDK се предоставя безплатно или директно от Oracle Corporation, или OpenJDK отворен проект, който се надзирава от компанията Oracle.
Java виртуалната машина (JVM) е абстрактен (виртуален) компютър, определен от спецификацията. Тази Спецификация намалява детайлите на имплементацията, които не са от съществено значение за постигане на оперативна съвместимост: в областтите на паметта отговорни за динамичните данни, garbage-collection(Система за почистване на паметта) алгоритми, и всяка вътрешна оптимизация на инструкциите на Java виртуалната машина (превеждането в машинен код). Основната причина за този пропуск е да не се ограничават излишно имплементаторите на JVM. Всяко java-базирано приложение може да работи само в рамките на някаква конкретна реализация на абстрактната спецификация на Java виртуалната машина.

Започвайки с Java Standard Edition (j2se) 5.0, промените в спецификациите на JVM са разработени спрямо Java Community Process(обществен процес за разработка на Java спецификации) като JSR 924. към 2006 годинаКъм 2006 промените в спецификацията подкрепят промените, предлагани за формата на .java файла (JSR 202) се извършва, като релийз за поддръжка – JSR 924. Спецификацията за JVM е публикуванакато „синя книга“, в предговора се казва:
| „ | Ние твърдим, че тази спецификация би трябвало много добре да документира Java виртуалната машина, за да направи възможно съвместими clean-room имплементации. Oracle предоставя тестове, които ще определят правилните операции на имплементациите на JVM. | “ |

Една от виртуалните машини на Oracle е с името HotSpot, другата, наследена от BEA Systems е Jrockit. Имлементациите на Java с Clean-Room дизайн включват в Kaffe и IBM J9. Oracle притежава търговската марка Java и може да разреши използването ѝ за сертифициране на имплементации, напълно съвместим с Oracle спецификация.
Една от организационните единици за JVM е класа. Имплементацията на Class loader, трябва да бъде в състояние да разпознават и зарежда(load) всичко, което отговаря на клас формата в Java. Всяка имплементация може да разпознава други двоични файлове, различни от .class файловете, но задължително трябва да може да разпознава .class файлове.
Class Loader изпълнява три основни действие в строга последователност:
1. Loading(Зареждане): открива и добавя(import-ва) двоичните данни за типа
2. Свързване(Linking): извършва се проверка, подготовка и резолюция (ако е необходимо)
  - Проверка(verification): проверява се коректността на добавения(import-натия) тип
  - Приготвяне(Preparation): заделя (алокира) памет за променливи на класа и инициализира паметта до стойностите по подразбиране(default values)
  - Резолюция(Resolution): трансформира символните референции от даден тип в директни референции.
3. Инициализация(Initialization): извиква Java код, който инициализира променливите на класа с техните начални стойности.

В крайна сметка, има два вида Class Loader-и bootstrap class loader и дефиниран от потребителя Class Loader.
Всяка имплементация на Java виртуална машина трябва да има bootstrap class loader, който да зареди надеждните класове. Спецификацията на Java виртуалната машина не специфицира как точно Class Loader-а трябва да намери класове.

JVM има инструкции за следните групи задачи:
Аритметика;
Преобразуване на типове;
Създаване и манипулиране на обекти;
Мениджмънт на stack(стек) (push / pop);
Branching;
Изпълнения на методи;
Хвърляне на изключения(exceptions);
Monitor-based concurrency;
Целта е binary съвместимост. Всеки конкретен хост – операционна система се нуждае от собствена имплементация на JVM и среда за изпълнение. Тези Java виртуални машини интерпретират байт-код семантично (т.е има еднакво значение/резултата е един и същ), но реалната имплементация може да бъде различна. По-сложно, отколкото просто да се емулира байт-код е имплементацията на Java Core API да е съвместима и ефективна.
Тези инструкции се изпълняват върху множество от общи Шаблон:Vanchor, както и на процесорен код за конкретна процесорна архитектура.

## JVM езици
Език за JVM е всеки език, с функционалност, която може да се изрази по отношение на валиден class файл, който може да бъде поставен на Java виртуалната машина. Файл клас съдържа JVM инструкции (Java байт код) и Таблица на знаците, както и друга помощна информация. Форматът на .class файла е хардуер и операционна система от независими двоичен Формат, използван, за да представи съставен класове и интерфейси.
Има множество JVM езици, както старите езици, пренесени на JVM, така и напълно нови езици. JRuby и Jython са може би, най-известните пренесени на JVM, съществуващи езици, съответно Ruby и python. От новите езици, които бяха създадени от нулата, за да се компилират в байт код на java, Clojure, groovy и и Scala може би са най-популярните от тях. Забележителна черта на JVM езиците е, че те са съвместими един с друг, така че, например, Scala библиотека може да се използва с Java-програми и обратно.

## Байт-код интерпретатори и JIT (компилатор в реално време)
За всяка хардуерна архитектура различен java интерпретатор е нужен. Когато компютърът има инсталиран java байт код интерпретатор, той може да изпълни всички java байт код програми, и една и съща програма може да работи на всеки компютър, който има такъв преводач.
Когато java байт-код се изпълнява с помощта на интерпретатор, изпълнението винаги ще бъде по-бавно, отколкото на изпълнението на същата програма компилирано в машинен език. Този проблем се решава с JIT (just-in time compilers), като се стартира java-байткод. JIT компилаторът може да преведе байт код на java в машинен език по време на изпълнението на програмата. Преведената част от програмата може да се изпълни много по-бързо, отколкото може да се интерпретира. Тази техника се прилага в тези части от програмата, които често се изпълняват. По този начин, JIT компилаторът може значително да ускори общото време за изпълнение.
Java байт-кода е проектиран да бъде независим от платформата и сигурен. В някои реализации на jvm-машини не включват интерпретатор, а се състоят само от JIT компилатор.

## JVM в браузър
Още в началото на процеса на разработка, Java (и jvm) се промотира като уеб-технология за създаване на Rich Internet Applications.

### Java-аплети
От страна на клиента, уеб браузърът може да бъде разширен с NPAPI Java plug-in, който изпълнява така наречените java-аплети вградени в HTML страница. Аплета позволява да се рисува в правоъгълна област на страницата, използвайки ограничен набор от API, които позволяват, например, достъп до потребителя микрофон или 3D ускорение. Java-аплетите са били по-добри от JavaScript, както в производителността и функционалността до около 2011 година, когато JavaScript engine в браузърите стават значително по-бързи и HTML 5 набора от уеб технологии, започна разширяването на JavaScript с нови API-та. Java-аплети, не могат да променят страница извън правоъгълна област, което не е вярно за JavaScript.

## История
Първият прототип на виртуалната машина е реализиран от Sun Microsystems за преносимо устройство, аналогично на съвременните персонални електронни помощници (PDA). Виртуалната машина е реализирана като интерпретатор на байт код, но може да се реализира да компилира до инструкции на реалния процесор и дори да се изгради хардуерно базирана реализация – силициев микропроцесор, способен да изпълнява байт код.
Виртуалната машина не познава самия език за програмиране Java, а само изпълнява инструкциите на байт-кода, записани като class файлове. Всеки език за програмиране, който може да се компилира до байт-код, може да бъде изпълняван от виртуалната машина.